# Episodi di Casualty (ventitreesima stagione)
La ventitreesima stagione della serie televisiva Casualty è stata trasmessa in anteprima nel Regno Unito da BBC One tra il 13 settembre 2008 e il 1º agosto 2009.
| nº | Titolo originale                 | Titolo italiano | Prima TV UK       | Prima TV Italia |
| -- | -------------------------------- | --------------- | ----------------- | --------------- |
| 1  | Farmead Menace (Part 1)          |                 | 13 settembre 2008 |                 |
| 2  | Farmead Menace (Part 2)          |                 | 14 settembre 2008 |                 |
| 3  | Interventions                    |                 | 20 settembre 2008 |                 |
| 4  | Guilt Complex                    |                 | 27 settembre 2008 |                 |
| 5  | Face Up                          |                 | 4 ottobre 2008    |                 |
| 6  | Hurt                             |                 | 11 ottobre 2008   |                 |
| 7  | There and Back Again             |                 | 18 ottobre 2008   |                 |
| 8  | The Evil That Men Do             |                 | 25 ottobre 2008   |                 |
| 9  | The Line of Fire                 |                 | 1º novembre 2008  |                 |
| 10 | Impact                           |                 | 8 novembre 2008   |                 |
| 11 | Own Personal Jesus               |                 | 15 novembre 2008  |                 |
| 12 | Reality Bites                    |                 | 22 novembre 2008  |                 |
| 13 | A Slip in Time                   |                 | 29 novembre 2008  |                 |
| 14 | Happiness                        |                 | 6 dicembre 2008   |                 |
| 15 | Doing the Right Thing            |                 | 13 dicembre 2008  |                 |
| 16 | This Will Be Our Year            |                 | 20 dicembre 2008  |                 |
| 17 | Took a Long Time to Come         |                 | 21 dicembre 2008  |                 |
| 18 | My Last Day (Part 1)             |                 | 27 dicembre 2008  |                 |
| 19 | My Last Day (Part 2)             |                 | 3 gennaio 2009    |                 |
| 20 | Crush                            |                 | 10 gennaio 2009   |                 |
| 21 | No Going Back                    |                 | 17 gennaio 2009   |                 |
| 22 | Price of Life                    |                 | 24 gennaio 2009   |                 |
| 23 | Midday Sun                       |                 | 31 gennaio 2009   |                 |
| 24 | Watershed                        |                 | 7 febbraio 2009   |                 |
| 25 | Stand by Me                      |                 | 14 febbraio 2009  |                 |
| 26 | Blood                            |                 | 21 febbraio 2009  |                 |
| 27 | Could We Be Heroes?              |                 | 28 febbraio 2009  |                 |
| 28 | Before a Fall                    |                 | 7 marzo 2009      |                 |
| 29 | Shields                          |                 | 14 marzo 2009     |                 |
| 30 | Lie Low                          |                 | 21 marzo 2009     |                 |
| 31 | All You Need Is Love             |                 | 28 marzo 2009     |                 |
| 32 | True Lies                        |                 | 4 aprile 2009     |                 |
| 33 | Someone to Watch Over Me         |                 | 11 aprile 2009    |                 |
| 34 | The Trap                         |                 | 18 aprile 2009    |                 |
| 35 | Better Drowned                   |                 | 25 aprile 2009    |                 |
| 36 | The Price We Pay                 |                 | 2 maggio 2009     |                 |
| 37 | Hostile Takeover                 |                 | 9 maggio 2009     |                 |
| 38 | With This Ring                   |                 | 23 maggio 2009    |                 |
| 39 | Who Do You Think You Are?        |                 | 30 maggio 2009    |                 |
| 40 | Palimpsest                       |                 | 6 giugno 2009     |                 |
| 41 | Fight or Flight                  |                 | 13 giugno 2009    |                 |
| 42 | Parent Trap                      |                 | 20 giugno 2009    |                 |
| 43 | Not Over 'Til the Fat Lady Sings |                 | 27 giugno 2009    |                 |
| 44 | Ask Me No Questions              |                 | 4 luglio 2009     |                 |
| 45 | Ashes                            |                 | 11 luglio 2009    |                 |
| 46 | Great Expectations               |                 | 18 luglio 2009    |                 |
| 47 | No Fjords in Finland (Part 1)    |                 | 25 luglio 2009    |                 |
| 48 | No Fjords in Finland (Part 2)    |                 | 1º agosto 2009    |                 |